# Деменцы
Деменцы (укр. Деменці) — село в Чигиринском районе Черкасской области Украины.
Население по переписи 2001 года составляло 73 человека. Почтовый индекс — 20931. Телефонный код — 4730.

## Местный совет
20931, Черкасская обл., Чигиринский р-н, с. Замятница